# Nemzetközi geofizikai év

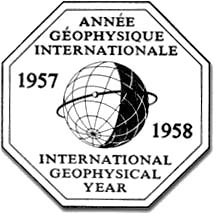
Az IGY logója

A nemzetközi geofizikai év (NGÉ; angolul International Geophysical Year, rövidítve IGY) az 1957. július 1-jétől 1958. december 31-ig tartó, globálisan összehangolt nemzetközi tudományos megfigyeléssorozat és együttműködés elnevezése, mely azt célozta, hogy naptevékenységi (napfolt-)maximum idején minél több adatot gyűjtsenek össze és integráljanak a már meglévő geofizikai és más észlelésekkel. Az együttműködés kiterjedt az ionoszféra-kutatásra, a földmágnesség, a kozmikus sugárzás, a sarki fény vizsgálatára, végeztek nagy pontosságú földrajzi szélesség- és hosszúságméréseket, és voltak gravitációs, meteorológiai, oceanográfiai, szeizmológiai kutatási projektek is. A vizsgálatok a poláris területek megismeréséhez is jelentős mértékben hozzájárultak.
A tudományos együttműködés mellett fontos szempont volt a tevékenység és az eredmények nagyközönséggel való megismertetése, ezért különféle médiamegjelenéseket, népszerűsítő előadásokat szerveztek ebben az időszakban, sőt sok országban bélyegeket is adtak ki az NGÉ alkalmából.
A megfigyelés- és kísérletsorozat igen sikeresnek bizonyult, a Föld körüli térség és a Nap–Föld-kapcsolatok terén alapvető felismerésekre vezettek. Az NGÉ során bocsátották fel az első műholdakat (Szputnyik–1, Explorer–1), melyek többek között a földi magnetoszféra alapvető szerkezetének megismeréséhez és a Van Allen sugárzási öv felfedezéséhez vezettek.
Noha a nagyhatalmak között több téren (pl. a világűr meghódításáért) zajló hidegháborús vetélkedés valamelyest beárnyékolta az együttműködést, az erőfeszítések meghozták mind tudományos, mind ismeretterjesztési szempontból az eredményeiket. A gyűjtött adatok kiértékelése évtizedes munkát adott a kutatóknak és új tudományos projektek alapját képezték, illetve ekkor rakták le nemzetközi tudományos megfigyelőhálózatok alapjait.

## Tervezése és időzítése
A második világháború során a különféle haditechnikai berendezések fejlesztése közben, illetve bizonyos hadieszközök bevetésének melléktermékeként sokasodtak a Földet körülvevő térségre vonatkozó megfigyelések, mérési adatok. Magától értetődő igény keletkezett ezek rendszerezésére és további mérések kivitelezésére. 1952-ben nyilvánosságra került egy javaslat, mely – hasonlóan a nemzetközi sarki évekhez – a következő, 1957-58-ra várt napfoltmaximumra időzítve egy másfél évig tartó nemzetközi mérési kampányt javasolt.

## Eredményei
Az NGÉ eredményei számos tudományágban ugrásszerű fejlődést hoztak. A nagyhatalmak versengése eredményeként a Dwight D. Eisenhower amerikai elnök által már 1955-ben bejelentett amerikai műholdas program sikeres indítását néhány hónappal megelőzően, 1957. október 4-én bocsátotta fel a Szovjetunió a világ első mesterséges holdját, a Szputnyik–1-et, melyet egy további szovjet műhold követett, míg végül 1958 januárjában az USA is felbocsátotta az Explorer–1-et. A versengés természetesen a rakétatechnika fejlődését is jelentősen előmozdította.
Az NGÉ második évében, 1958-ban alapította az Amerikai Egyesült Államok szenátusa a NASA-t.
A poláris területeken, ezen belül főleg az Antarktiszon végzett geomágneses, meteorológiai és más kísérletek az Antarktisz-kutatásban is mérföldkövet jelentettek. Még az NGÉ-re való felkészülésként 1956-ban a Royal Society expedíciója alapította a Halley Research Stationt, melyet ma a British Antarctic Survey üzemeltet.